# Дом Уппсала
Дом Уппсала (эст. Uppsala maja) — самое старое деревянное здание в Тарту. Типичный представитель гражданской застройки XVIII века. Достопримечательность города, внесён в регистр памятников архитектуры Эстонии.
Находится в центре Тарту по адресу улица Яани, 7.

## История
Основная часть дома была построена около 1720 года (датирована изучением древесины с помощью дендрохронологии) и, к счастью, уцелела в грандиозном пожаре 25 июня 1775 года, уничтожившего большую часть города. Свой нынешний размер здание приобрело в 1777—1783 годах. Большую часть времени дом использовался ремесленниками, но здесь также жил судебный секретарь Ливонии.
В начале XIX века квартиры в здании сдавались в аренду студентам Тартуского университета, эта практика сохранялась ещё в советское время. В 1937 году дом в очередной раз горел и был отремонтирован.
Своё название дом получил в честь побратима Тарту шведского города Уппсала, отношения между городами были установлены в 1988 году. В 1995—1996 годах при сотрудничестве Тарту и Упсалы здание было реконструировано. С 28 мая 1996 г. по 2010 г. здание служило гостевым домом, первоначально как городское учреждение, а с 2001 г. — «OÜna Uppsala Maja».
Как жилой дом Уппсала Хаус упоминается в путеводителе «Lonely Planeti».
Сегодня в Уппсальском доме действует отдел по связям с общественностью Тартуской городской управы.